# Możejków
Możejków, Możejków Mały (biał. Мажэйкава; ros. Можейково) – agromiasteczko na Białorusi, w rejonie lidzkim obwodu grodzieńskiego, około 27 km na południowy zachód od Lidy, nad rzeką Lebioda, siedziba sielsowietu.

## Historia
Pierwsza znana wzmianka o Możejkowie pochodzi z 1407 roku, kiedy Szymek Mackiewicz Szkleński wybudował tu pierwszą cerkiew parafialną (odrestaurowaną w 1873 roku). W XVI i XVII wieku dobra te należały m.in. do Mackowiczów i Naruszewiczów. W 1666 roku Aleksander Krzysztof Naruszewicz (1636–1668) zapisał Możejków Mały swej córce Tekli Mariannie (1662–1725), która wyszła za Jerzego Karola Chodkiewicza i wniosła mu te dobra w posagu. Po nich dziedziczył Możejków Mały ich wnuk Adam Tadeusz Chodkiewicz, a po nim jego syn Jan Mikołaj Chodkiewicz. Po jego śmierci  w 1781 roku jego żona Ludwika Maria (1744–1816) zaczęła rozsprzedawać majątek. Możejków Mały kupił przed 1784 roku Kazimierz Kostrowicki (~1760–?). W 1826 roku odziedziczył te dobra po nim jego syn Romuald, który ożenił się z Emilią Römerówną (1795–1837). Po ich śmierci przypadły one ich córce Kazimierze (~1820–1867). W jaki sposób po jej śmierci, w 1868 roku własność majątku przeszła na Aleksandra Brochowickiego (1818–1869) – nie wiadomo, są na ten temat co najmniej 4 hipotezy. Ostatnim właścicielem majątku przed 1939 rokiem był Andrzej Brochocki (1895–1976), wnuk Aleksandra i syn Władysława (1866–1931).
Po III rozbiorze Polski w 1795 roku Możejków Mały, wcześniej należący do powiatu lidzkiego województwa wileńskiego Rzeczypospolitej, znalazł się na terenie ujezdu lidzkiego guberni wileńskiej Imperium Rosyjskiego. Po ustabilizowaniu się granicy polsko-radzieckiej w 1921 roku Możejków Mały wrócił do Polski, znalazł się w gminie Lebioda w powiecie lidzkim województwa nowogródzkiego. 29 maja 1929 roku gmina weszła w skład nowo utworzonego powiatu szczuczyńskiego w tymże województwie. Od 1945 roku – w ZSRR, od 1991 roku – na terenie Republiki Białorusi.
W 2002 roku zmieniono nazwę miejscowości z Możejków Mały na Możejków.
W 1834 roku we wsi mieszkało 347 mężczyzn. W 1921 roku – jedynie 108 osób. W 2009 roku w agromiasteczku mieszkało 629 osób.

## Dwór

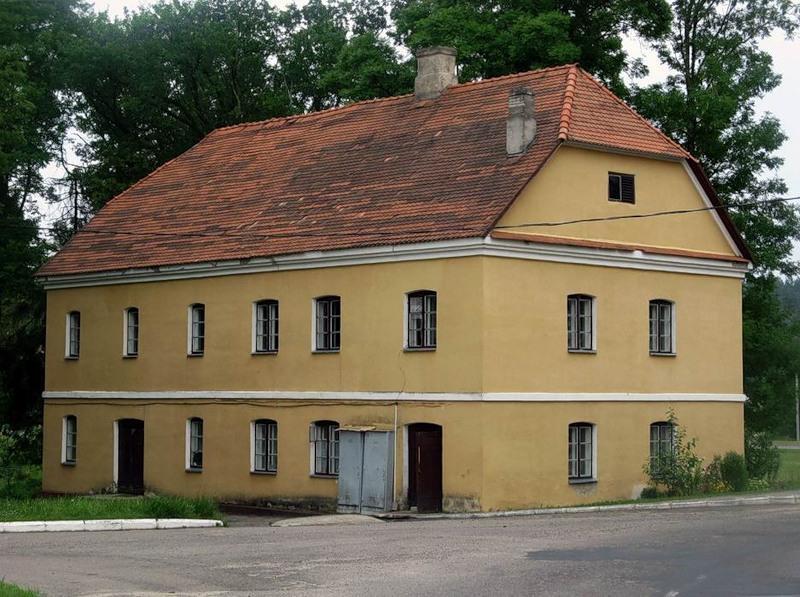
Lamus (2009)

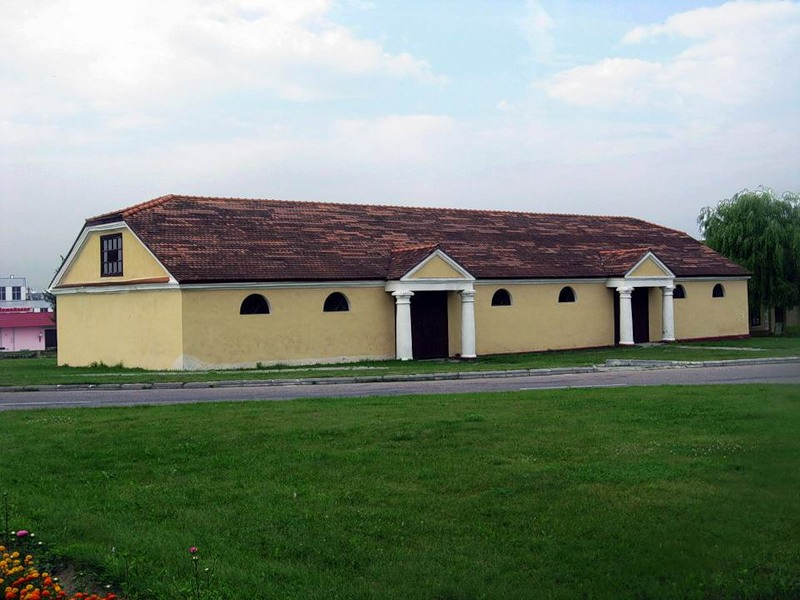
Stajnia (2011)

Kostrowiccy wznieśli tu na początku XIX wieku duży dwór, który po rekonstrukcji i rozbudowie między 1880 a 1908 rokiem dotrwał do dziś i jest historyczno-kulturalnym zabytkiem Białorusi o numerze rejestru 613Г000080. Jest to murowany, parterowy klasycystyczny dwór, zbudowany na planie długiego prostokąta i o trzynastoosiowej elewacji. W trójosiowej części środkowej dwór jest piętrowy i przed tą częścią jest płytki portyk, którego dwie pary kolumn w wielkim porządku podtrzymują trójkątny szczyt z półokrągłym oknem termalnym. Strona ogrodowa jest podobna do frontowej, ale jest pozbawiona portyku, a nawet tarasu. Przy prawej bocznej elewacji dobudowano w XX wieku drewnianą werandę. Dom przykryty był dachem naczółkowym z lukarnami, początkowo gontowym, a po 1908 roku – blaszanym.
Zachowało się również kilka budynków gospodarczych, w tym lamus, stajna i kuchnia.
Dom stał wśród parku o powierzchni 5–6 ha poprzecinanego alejami lipowymi, których gałęzie były ukształtowane w ten sposób, że aleje były zwieńczone „gotyckimi sklepieniami” z konarów. W parku były 3 stawy z wytryskującym źródełkiem w jednym z nich. Park łączył się z sadami po ogrodowej stronie domu.
Majątek Możejków Mały został opisany w 4. tomie Dziejów rezydencji na dawnych kresach Rzeczypospolitej Romana Aftanazego.